# Болтышковский сельский совет
Болтышковский сельский совет (укр. Болтишківська сільська рада) — входит в состав
Криничанского района
Днепропетровской области
Украины.
Административный центр сельского совета находится в 
с. Болтышка.

## Населённые пункты совета
- с. Болтышка
- с. Калиновка
- с. Александровка